# Doctor Doom
Doctor Victor Von Doom là một siêu phản diện hư cấu xuất hiện trong truyện tranh Mỹ do Marvel Comics xuất bản. Được tạo ra bởi Stan Lee và Jack Kirby, nhân vật xuất hiện lần đầu trong The Fantastic Four #5 (tháng 7 năm 1962). Doctor Doom được miêu tả là quốc vương của quốc gia hư cấu Latveria và là kẻ thù không đội trời chung của Reed Richards và Bộ tứ siêu đẳng. Doom cũng đã xung đột với các siêu anh hùng khác trong Vũ trụ Marvel, bao gồm cả Người Nhện, Người Sắt, Doctor Strange, Black Panther, X-Men và Avengers. Đôi khi hắn ta cũng được miêu tả là một kẻ phản anh hùng, làm việc với các anh hùng nếu mục tiêu của họ phù hợp và chỉ khi điều đó có lợi cho hắn.
Doctor Doom được Wizard xếp hạng thứ 4 trong danh sách 101 nhân vật phản diện vĩ đại nhất mọi thời đại và thứ 3 trong danh sách 100 nhân vật phản diện trong truyện tranh hàng đầu mọi thời đại của IGN. Trong một bài báo sau đó, IGN tuyên bố Doom là nhân vật phản diện vĩ đại nhất của Marvel.
Nhân vật này về cơ bản đã được chuyển thể từ truyện tranh thành một số hình thức truyền thông, bao gồm phim truyền hình, trò chơi điện tử và hàng hóa như nhân vật hành động và thẻ giao dịch. Đáng chú ý nhất, Doctor Doom đã được Joseph Culp thể hiện trong các bộ phim live-action Fantastic Four được cấp phép trong bộ phim không được phát hành năm 1994 của Roger Corman; Julian McMahon trong bộ phim năm 2005 và phần tiếp theo năm 2007; và Toby Kebbell trong bộ phim năm 2015.

## Lịch sử xuất bản

### Sáng tạo và phát triển
Giống như nhiều nhân vật trong Silver Age của Marvel, Doom được hình thành bởi Stan Lee và Jack Kirby. Với tiêu đề Fantastic Four hoạt động tốt, Lee và Kirby đang cố gắng tạo ra một "nhân vật phản diện mới siêu giật gân ... khuấy động tâm hồn" cho loạt truyện. Đang tìm kiếm một cái tên, Lee cho rằng "Doctor Doom" là "hùng hồn trong sự đơn giản của nó — tráng lệ trong mối đe dọa ngụ ý của nó."
Do gấp rút xuất bản, nhân vật đã không được cung cấp một câu chuyện gốc đầy đủ cho đến Fantastic Four Annual #2, hai năm sau khi ra mắt.
Trong một cuộc phỏng vấn năm 1987, Kirby đã nhận xét về thiết kế của Doctor Doom. "Tiến sĩ Doom là quan niệm cổ điển về Thần chết, về việc tiếp cận Thần chết. Tôi thấy Tiến sĩ Doom là Người đàn ông đeo Mặt nạ sắt, người tượng trưng cho Thần chết đang đến gần. Đó là lý do cho áo giáp và mũ trùm đầu. Cái chết được kết nối với áo giáp và giống như thép vô nhân đạo. Cái chết là thứ không có lòng thương xót và thịt người chứa đựng yếu tố thương xót đó. Vì vậy, tôi phải xóa nó đi, và tôi đã làm điều đó với một chiếc mặt nạ".
Kirby mô tả thêm Doom là người "hoang tưởng", bị hủy hoại bởi khuôn mặt méo mó của mình và muốn cả thế giới giống mình. Kirby tiếp tục nói rằng mặc dù "Doom là một kẻ xấu xa, nhưng không phải lúc nào hắn cũng xấu xa. Hắn ta [được kính trọng]... nhưng do một khuyết điểm trong tính cách của mình, anh ta là một người cầu toàn." Vào một thời điểm trong những năm 1970, Kirby đã vẽ cách giải thích của mình về Doom sẽ trông như thế nào dưới chiếc mặt nạ, chỉ cho Doom "một vết sẹo nhỏ trên má." Do sự không hoàn hảo nhỏ này, Doom che giấu khuôn mặt của mình không phải với thế giới, mà với chính mình. Đối với Kirby, đây là động lực để Doom báo thù thế giới; bởi vì những người khác vượt trội nhờ vết sẹo nhỏ này, Doom muốn nâng mình lên trên họ. Bài viết của Stan Lee thường cho thấy sự kiêu ngạo của Doom khi anh ta liên tục sa sút, và niềm kiêu hãnh của anh ta đã dẫn đến việc Von Doom biến dạng như thế nào dưới bàn tay của chính cỗ máy của anh ta, và dẫn đến thất bại trong nhiều kế hoạch của anh ta.
Trong khi Fantastic Four đã chiến đấu với nhiều nhân vật phản diện khác nhau như Mole Man, Skrulls, Miracle Man và Namor the Sub-Mariner, Doom đã xoay sở để làm lu mờ tất cả chúng và trở thành kẻ thù không đội trời chung của Fantastic Four. Trong những năm 1970, Doom đã phân nhánh ra nhiều tựa game Marvel hơn như Astonishing Tales, The Incredible Hulk, và Super-Villain Team-Up (1975). Bắt đầu từ số 42, hắn cũng xuất hiện trong Marvel Team-Up (tháng 2 năm 1976). Nguồn gốc của Doom cũng là một nét đặc trưng trong Astonishing Tales khi mối quan hệ của anh ta với nhân vật phản diện Mephisto được tiết lộ.